# Verpackungstechnologe
Der Verpackungstechnologe ist ein Schweizer Ausbildungsberuf, der 1995 aus den Berufen „Druckereikartonager“, „Kartonager“ und „Wellpappenverarbeiter“ hervorging. Verpackungstechnologen befassen sich mit der Herstellung von Verpackungen und Kartonagen und mit der Anfertigung von Mustern.  
Nach einer vierjährigen Berufsausbildung mit dem Hauptaugenmerk auf:
- Muster herstellen (entwickeln von individuellen Verpackungslösungen)
- Stanzen (die Maschinen auf das Format einstellen und den Schnitt gewährleisten)
- Kleben (alle Riller vorbrechen und den Klebstoff auftragen)

erlangt man das eidgenössische Fähigkeitszeugnis und kann die geschützte Berufsbezeichnung „Gelernter Verpackungstechnologe“ führen. Ab 2008 wird die Ausbildung auf vier Jahre verlängert. Neben den heutigen Fachrichtungen Karton oder Wellkarton ist eine weitere Spezialisierung auf Verpackungsentwicklung oder Produktion vorgesehen. 
Bis Ausbildungsbeginn 2008 war die Ausbildung dreijährig.

## Verwandte Berufe
- Verpackungsmittelmechaniker (Deutschland)
- Verpackungstechniker (Österreich)